# 坂井村 (石川県)
坂井村（さかいむら）は、石川県河北郡にあった村。現在の金沢市の北西部、北陸本線森本駅の西側・南側一帯にあたる。

## 歴史

### 村名の由来
小坂荘と、江戸時代に存在した「井上荘」との合成。

### 沿革
- 1889年（明治22年）4月1日 - 町村制の施行により、神谷内村、柳橋村、横枕村、法光寺村、百坂村、金市新保村、新保荒屋村及び福久村の区域をもって、坂井村が発足する。
- 1907年（明治40年）8月10日 - 小金村、坂井村、中口村及び金川村が合併して、小坂村が発足する。

## 交通

### 道路
現在は旧村域を北陸自動車道が通過するが、当時は未開通。